# Quan chấp chính

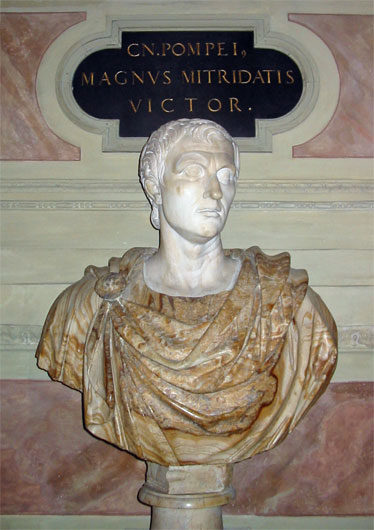
Gnaeus Pompeius Magnus, một trong những Quan chấp chính nổi tiếng nhất thời Cộng hòa

Quan chấp chính (tiếng Latin: Consul) là chức vụ được bầu cao nhất thời kỳ Cộng hòa La Mã.
Mỗi năm, hai vị quan chấp chính được bầu lại với nhau, để phục vụ cho nhiệm kỳ một năm. Mỗi quan chấp chính được trao quyền phủ quyết đối với đồng sự của họ và các quan chức khác luân phiên mỗi tháng. Vào thời Đế chế, Quan chấp chính mất đi ý nghĩa thực tế nhằm bảo tồn di sản của nền Cộng hòa La Mã xưa, có quyền lực và thẩm quyền rất ít và đi song song với đó là số lượng quan chấp chính cũng tăng lên.
Cũng giống với các quốc vương trong thời quân chủ, 2 quan chấp chính đưa ra luật pháp, nắm giữ tòa án, quân đội và vị trí trưởng tế của quốc gia. Phục sức của họ giống với các vị vua trong quá khứ, áo choàng tía và ngồi trên ghế truyền thống dành riêng cho nhà vua. Tuy nhiên, quyền lực của họ đã bị hạn chế rất nhiều. Thứ nhất, họ tại vị chỉ có 1 năm, sau đó có thể được bầu lại hoặc trở về đời sống riêng. Thứ hai, có 2 quan cùng chấp chính, và vị này có thể ngăn cản có hiệu quả bất cứ quyết định hay hành động nào của vị kia bằng quyền phủ quyết. Thứ ba, các quan chấp chính tiếp tục phải phục vụ ở Viện nguyên lão sau khi nhiệm kỳ chấm dứt, điều này khiến họ chuyên tâm hợp tác với Viện nguyên lão. Kết quả của những việc này là các quan chấp chính không thực sự chủ động và sáng tạo, bởi vậy chính phủ La Mã có khuynh hướng bảo thủ và thận trọng. Đến năm 325 trước CN, vị trí này được đổi thành quan thống đốc, là những quan chấp chính tại vị nhiều nhiệm kỳ do yêu cầu của các chiến dịch quân sự.